# Stronti carbonat
Stronti cacbonat (SrCO3) là muối cacbonat của stronti có dạng bột màu trắng hoặc màu xám. Nó xuất hiện trong tự nhiên như là khoáng chất strontianit.

## Tính chất hóa học
Stronti cacbonat là một loại bột màu trắng, không mùi, không vị. Là muối cacbonat, nó có tính base yếu và do đó phản ứng với axit. Trừ phản ứng đó ra thì nó khá ổn định và an toàn. Trên thực tế chất này không hòa tan trong nước (1 phần trong 100.000). Độ hòa tan của nó tăng lên đáng kể nếu nước được bão hòa với carbon dioxide, đến tỷ lệ 1 phần trong 1.000. Nó hòa tan trong axit loãng.

## Điều chế
Ngoài việc xuất hiện tự nhiên như một khoáng chất, stronti cacbonat được tổng hợp theo một trong hai cách. Cách đầu tiên là từ khoáng chất thiên nhiên celestine, còn được gọi là stronti sulfat (SrSO4) hoặc dùng các muối stronti tan trong nước phản ứng với một muối cacbonat tan trong nước (thường là muối natri hoặc muối amoni). Ví dụ dung dịch natri cacbonat phản ứng với dung dịch stronti nitrat:
Sr(NO3)2 (dd) + Na2CO3 (dd) → SrCO3 (rắn) + 2 NaNO3 (dd).

## Ứng dụng

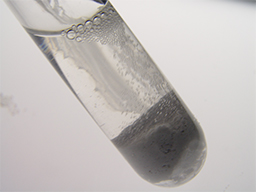
Nitric acid reacts with strontium carbonate to form strontium nitrate.

Ứng dụng phổ biến nhất của stronti cacbonat là một chất màu không tốn kém trong pháo hoa. Stronti và muối của nó tạo ra một ngọn lửa màu đỏ rực rỡ. Không giống như các muối stronti khác, muối cacbonat thường được ưu tiên vì chi phí rẻ và vì nó không hút ẩm. Khả năng trung hòa axit của nó cũng rất hữu ích trong việc chế tạo pháo hoa. Một ứng dụng tương tự khác là trong các pháo sáng trên đường bộ.
Stronti cacbonat được sử dụng cho các ứng dụng điện tử. Nó được sử dụng để sản xuất máy thu hình màu (CTV) để hấp thụ các điện tử từ cathode.
Chất này được sử dụng trong việc chuẩn bị kính màu, sơn màu sáng, điều chế stronti oxit hoặc muối stronti và trong việc tinh chế đường và một số loại dược phẩm nhất định.
Nó được sử dụng rộng rãi trong ngành công nghiệp gốm sứ như là một thành phần trong chất tráng men. Nó hoạt động như một chất thông lượng và làm thay đổi màu sắc của các oxit kim loại nhất định. Nó có một số thuộc tính tương tự như bari cacbonat.
Nó cũng được sử dụng trong việc sản xuất stronti ferit để làm nam châm vĩnh cửu dùng trong loa thùng và cửa ra vào.
Stronti cacbonat cũng được sử dụng để sản xuất một số chất siêu dẫn như BSCCO và cũng cho các vật liệu phát quang khi nung vào SrO và sau đó trộn với lưu huỳnh để điều chế SrS:x trong đó x thường là europium. Đây là "phosphor xanh da trời/xanh lá cây" nổi tiếng nhạy cảm với tần số và chuyển màu từ xanh lá cây sang xanh da trời . Các chất phụ gia khác cũng có thể được sử dụng như gali, hoặc ytri để có được một ánh sáng vàng / cam thay thế.